# CongressEdits
CongressEdits fue una cuenta de Twitter automatizada, creada en mayo de 2014, que tuiteaba los cambios en artículos de Wikipedia que se originan desde una dirección IP dentro de los rangos asignados al Congreso de los Estados Unidos. Se presume que los cambios son realizados por el personal de representantes y senadores de EE. UU. Anteriormente, la información sobre ediciones era realizada manualmente en Wikipedia:Congressional staffer edits. Fue nombrado como vigilante por NBC News.

## Origen
CongressEdits fue escrito y es ejecutado por Ed Summers, quién se inspiró en un tuit de Parlamento WikiEdits, el cual efectúa la misma función para el equipo del Parlamento del Reino Unido. Desde entonces, se han generado bots que realizan la misma función para Australia, Canadá, Sudáfrica, Suiza, Países Bajos, Israel, Chile, Italia y Grecia.

## Código de fuente
El código para el bot es software de código abierto, y puede ser configurado para vigilar cambios realizados por cuentas anónimas que editan desde cualquier ip o segmento de red configurada.  Requiere Node.js y CoffeeScript.

## Controversia
En diciembre de 2014, CongressEdits, notificó un cambio en el artículo Estudio del Comité Selecto del Senado sobre el Programa de detención e interrogatorio de la Agencia Central de Inteligencia eliminando la referencia a tortura efectuado desde una oficina del Senado de los Estados Unidos.  El cambio fue revertido cuatro minutos más tarde.